# Ecnomus doros
Ecnomus doros är en nattsländeart som beskrevs av Malicky och Thani in Malicky 2000. Ecnomus doros ingår i släktet Ecnomus och familjen trattnattsländor. Inga underarter finns listade i Catalogue of Life.